# Trolltjärnen (Burträsks socken, Västerbotten)
Trolltjärnen är en sjö i Skellefteå kommun i Västerbotten och ingår i Rickleåns huvudavrinningsområde.